# Сусанна Італійська
Сусанна (Розалія) Італійська (фр. Suzanne d'Italie; нар. 950/960 — пом. 7 лютого 1003) — королева Франції у 988 — 996 роках. Дочка короля Італії Беренгара II Іврейського та Вілл Тосканської, доньки маркграфа Тоскани і графа Арля Бозона I.

## Біографія
Розала (Сусанна), народилася десь між 950 і 960 роками, була дочкою короля Італії Беренгара II (бл. 900—966). У 968 році Сусанна поєдналася першим шлюбом з графом Фландрії Арнульфом II. Після смерті Арнульфа, що сталася 30 березня 987 року, Сусанна забезпечила свою опіку неповнолітньому синові Бодуену, коли той прийшов до влади, ставши графом Фландрії.
Ставши вдовою, і незважаючи на різницю у віці (приблизно двадцять років), Розалія поєдналася другим шлюбом з королем Франції Робертом II Побожним у 988 році, відповідно до побажань його батька Гуго Капета. Гуго Капет був зацікавлений у цьому шлюбі, бо вона принесла короні Монтрей і Понтьє. Ставши королевою, Розалія прийняла ім'я Сусанна. Ще коли Берта Бургундська була дружиною Еда I де Блуа, а Роберт II одружений з Сусанною, Роберт закохався в Берту (992 рік). Після смерті Еда I де Блуа, що сталася 12 березня 996 року, Роберт II захотів одружитися з Бертою, але його батько Гуго Капет чинив опір цьому через кровне споріднення. Після смерті батька, що сталася 24 жовтня 996 року, Роберт II розлучився з першою дружиною Сусанною, для того, щоб одружитися на Берті (997 рік). Повернувши ім'я Розалія, яке вона змінила на Сусанну, ставши королевою Франції, вона повернулася у Фландрію, де і померла 7 лютого 1003 року і була похована в абатстві Святого Петра в Генті.

## Шлюби і діти
- 1-й чоловік: (з 968 року) Арнульф II Фландрський (961/962 — 30 березня 987), син графа Фландрії Балдуїна III і Матильди Саксонської, дочки герцога Саксонії Германа Біллунга. Діти:
  - Балдуїн IV (бл. 980 — 30 травня 1035) — граф Фландрії з 987 року;
  - Ед де Камбре;
  - Матильда (пом.. 24 липня 995 або раніше).
- 2-й чоловік: (з 988 року) Роберт II Побожний, син короля Гуго Капета і Аделаїди Аквітанської, дочки Вільгельма III Патлатого, герцога Аквітанії і графа Пуату і Аделі Нормандської. Дітей не було.